# Derrick Harvey jr
Derrick Harvey jr (Akron, 12 agosto 1998) è un giocatore di football americano statunitense che gioca come wide receiver per gli Allgäu Comets.